# Exocentrus superstes
Exocentrus superstes là một loài bọ cánh cứng trong họ Cerambycidae.